# Office fédéral de l'aviation civile
L'Office fédéral de l’aviation civile (OFAC), appelé en allemand Bundesamt für Zivilluftfahrt, est un office fédéral suisse, dépendant du Département fédéral de l'environnement, des transports, de l'énergie et de la communication et chargé de la politique aéronautique et de surveillance de l'aviation civile nationale.
L'OFAC est compétent dans cinq domaines différents, à savoir la politique aéronautique, les infrastructures (aéroports & aérodrome, obstacles à la navigation aérienne, services de la navigation aérienne), les opérations aériennes, le personnel aéronautique et enfin le matériel volant. En plus de cela, l'OFAC prend en charge les contacts internationaux de la Suisse dans le domaine de l'aviation, tels que les services aériens. L'OFAC publie également des permis pour les expéditions dangereuses du fret aérien, cela concerne principalement les substances chimiques dangereuses telles que des munitions, ainsi que du fret biologique ou radioactif. Ces autorisations doivent être communiquées à la Force aérienne qui surveille alors le vol correspondant dans l'espace aérien suisse avec le système FLORAKO. L'OFAC est également le point focal pour les ambassades des autres pays, s'ils veulent utiliser l'espace aérien suisse avec un aéronef d'État.
Dirigé par Christian Hegner, l'office à ses bureaux à Ittigen, dans le canton de Berne et à l'aéroport de Zürich.

## Statistiques
En 2008, l'office a répertorié 1 900 avions, 307 hélicoptères, 246 motoplaneurs, 875 planeurs, 427 ballons libres et 10 dirigeables immatriculés en Suisse.

## Aéronefs de l'OFAC
L'OFAC opère ses appareils depuis l'aéroport international de Berne.
- HB-LZH Diamond DA42, immatriculé le 11 juillet 2017.
- HB-KMO Cirrus SR22, immatriculé le 12 octobre 2017.
- HB-KMP Cirrus SR22, immatriculé le 13 octobre 2017
- HB-ZSN Eurocopter AS 350 B3, immatriculé le 1er février 2017.
- HB-ZSO Eurocopter AS 350 B3, immatriculé le 1er mars 2017.
- HB-FWA Pilatus PC-12/47E, immatriculé le 4 novembre 2014 chez Pilatus Aircraft, acquis en 2018.

Service suisse d'enquête de sécurité
Le SESE opère ses hélicoptères depuis son siège à l'Aérodrome militaire de Payerne.
- HB-ZSI Agusta A109SP, immatriculé le 26 octobre 2012.

### Anciens aéronefs
- OFAC et anciennement l'Office Fédéral de l’Air
  - Avions

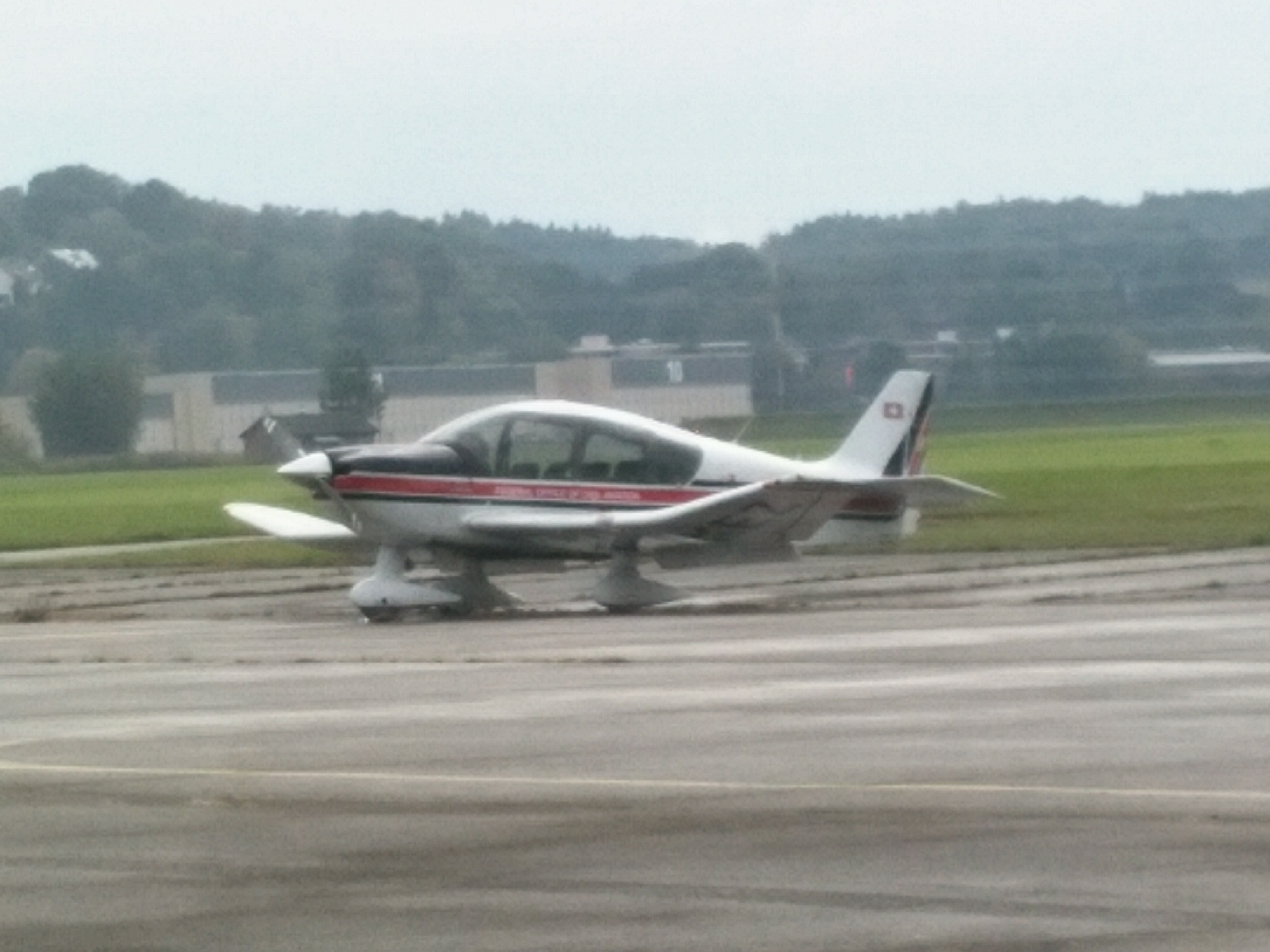
HB-KEZ aéronef de l'OFAC

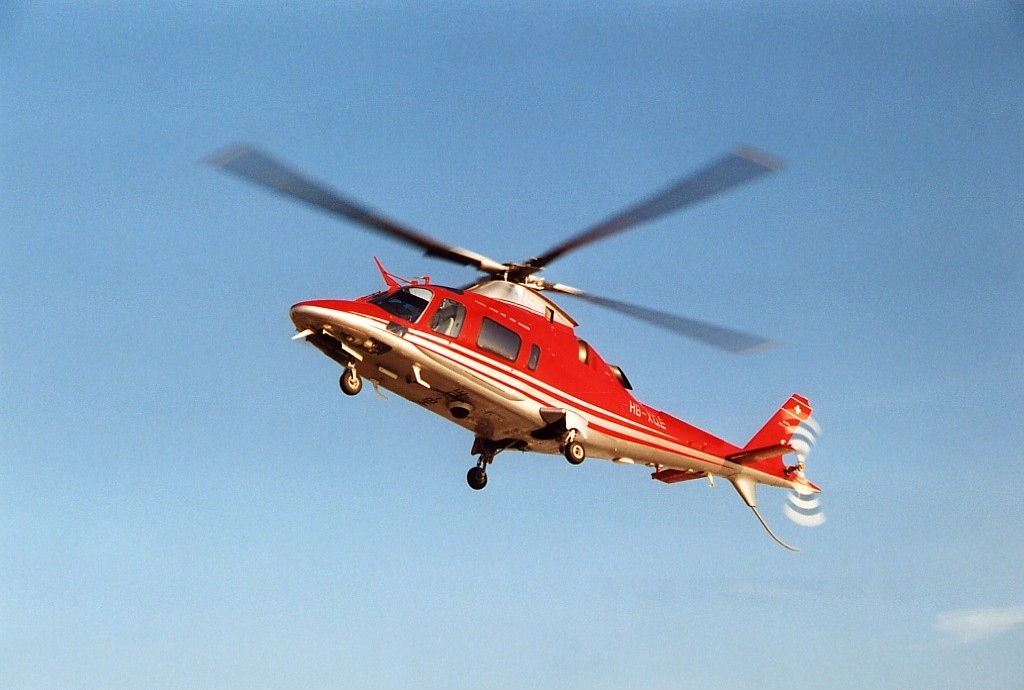
HB-XQE Agusta A109E à Berne-Belp en 2002

    - HB-FAO Pilatus PC-6 Porter en service 1963 à 1966. Il s'agit du second prototype du PC-6, endommagé le 2 juin 1966 il est réparé et transformé par Pilatus Flugzeugwerke AG en PC-6/H2 puis transféré au Département politique fédéral[3].
    - HB-GPC Beechcraft Baron 58P, immatriculé le 18 juillet 1984, vendu en 2018.
    - HB-KIA Beechcraft Bonanza A36, immatriculé le 19 septembre 1990, vendu en ?.
    - HB-POP Piper PA-46-350P Malibu Mirage, immatriculé le 15 décembre 1994, vendu 2017
    - HB-KEY Robin DR-400/500, immatriculé le 18 décembre 1998, vendu en 2018.
    - HB-KEZ Robin DR-400/500, immatriculé le 1er février 1999, radié le 9 janvier 2018

  - Hélicoptères
    - HB-XCN Sud-Aviation SA.318C Alouette II en service de 1968 à son crash le 28 septembre 1992 Arth-Goldau. Convertit en SA.315B en 1987.
    - HB-XDE Sud-Aviation SA316 Alouette III en service de 1970 à son crash le 13 octobre 1998 près du Blinnenhorn.
    - HB-XZM Sud-Aviation SA316 Alouette III, appareil des Forces aériennes (V-276), immatriculé HB-XZM entre le 1er juin et le 30 octobre 1993 pendant la révision complète du HB-XDE.
    - HB-ZBL Sud-Aviation SA316 Alouette III, ancien appareil des Forces aériennes (V-279), en service entre 1999 et 2005, puis utilisé pour les pièces détachées.
    - HB-XQE Agusta A109E, en service entre 1998 et 2016 et vendu.
    - HB-XVA Eurocopter AS 350B2, immatriculé le 10 octobre 1990, radié le 7 juillet 2018.

  - Planeurs
    - HB-1700 Schleicher ASK 21, immatriculé le 3 juin 1983, radié le 11 décembre 2017. Planeur utilisé pour des essais notamment lors d'enquête sur des accidents.

- Service suisse d'enquête de sécurité
  - HB-XWC Agusta A109K, acquis auprès de la REGA, en service entre 2004 et 2013 et vendu.
  - HB-ZKO Agusta A.119 Koala, immatriculé le 22 février 2007, vendu le 1er janvier 2018.

#### Autres avions civils propriétés de la Confédération
- HB-EHJ Fiesler Fi 156 C-3 TROP (s/n 8063/ 1943), Office central du matériel historique de l‘armée (OCMHA/ZSHAM), immatriculé le 18 novembre 2016. Appareil interné lors de la Seconde Guerre mondiale, puis utilisé par les Troupes d'Aviation.
- HB-UTX Bücker Bü 131 APM Jungmann (ex A-46 (29.04.1955), s/n 58/ 1939), Office central du matériel historique de l‘armée (OCMHA/ZSHAM), immatriculé le 11 décembre 2017.